# Канси (жанр)
Канси (яп. 漢詩) — в русском языке — специфический жанр японской поэзии: стихи, написанные японцами на китайском языке (в японском языке означает любую китайскую поэзию), обычно в четыре или восемь строк. Буквальное значение названия — «стихи Хань». Наибольшую популярность канси имел с начала периода Хэйан и до реставрации Мэйдзи. В Японии канси назывались также просто «си» (яп. 詩), от кит. трад. 詩, упр. 诗, пиньинь shī, палл. ши; собственно японская поэзия же носила традиционное название «ута» (яп. 歌, песня).
Канси составлялись не только поэтами, но и любителями; и первыми, и вторыми — без особого внимания к грамматике китайского языка, произношению и рифме. При этом, в отличие от вака, литературная традиция канси многократно прерывалась, вероятно, под внешним влиянием китайской поэзии.

## История
Изучение традиции канси началось очень поздно: первой аналитической работой об этом жанре является книга Хаяси Гахо  (яп. 本朝一人一首 хонтё: итинин иссю) XVII века.
К царствованию императора Тэндзи составление стихов на китайском было одним из обыденных занятий. Первым сборником канси является антология «Кайфусо», один из самых ранних литературных памятников Японии. Стихи в Кайфусо написаны в 672—751 годах, причём их создание приурочено к определённым событиям и выполняло этикетную функцию. Составитель неизвестен, это может быть Оми-но Мифунэ, Исоноками-но Якацугу, принц Сиракабэ или Фудзивара-но Ёсио. В течение XI века было составлено три императорских поэтических сборника канси: «Рёунсю» (814 год), «Бунка сюрэйсю» (818 год) и «Кэйкокусю» (827 год). Канси ценились выше собственно японских стихов вака, однако исследователи, включая Кодзиро Ёсикаву, считают канси художественно более слабыми по сравнению с вака, беднее по содержанию. Два из возможных объяснений низкого качества канси — сложность написания стихов на иностранном языке, а также слабость образца (то есть, китайской поэзии конца первого тысячелетия до н. э.).
Ранние примеры канси очень близки китайской поэзии периода Сражающихся царств и наполнены китайскими клише. На этот жанр повлияли Ши цзин, поэты периода Шести династий и династии Тан, в частности, Бо Цзюйи. Поэты периода Хэйан, работавшие в этом жанре, учили китайский язык во время учёбы в Китае (как Кукай), или самостоятельно (как Сугавара-но Митидзанэ). Император Сага сам писал канси и даже приказал составить три антологии этого жанра («Рёунсю», «Бунка сюрэйсю» и «Кэйкокусю»). Составлялись и сборники, в которые входили одновременно вака и канси, например, «Вакан роэйсю».
В конце периода Камакура буддийские монастыри стали основными центрами изучения китайской культуры, и, соответственно, большинство среди авторов канси того времени стали составлять монахи и учёные, жившие при монастырях. Выдающиеся авторы этого периода — Кокан Сирэн, Сэссон Юбай и Гидо Сюсин. После установления контроля над властью сёгунатом Токугава в XVII веке составление канси, растерявшее популярность в предшествующие годы, испытало самый сильный подъём в истории, зачастую именуемый золотым веком японской литературы на китайском языке.
Сочинения на китайском языке считались мужским занятием, и, хотя известно несколько поэтесс, писавших канси, в частности, Эма Сайко, Хара Сайхин и Янагава Коран, «несоответствие» этого занятия их полу часто упоминается как в стихах, так и в восприятии окружающих.
После Реставрации Мэйдзи канси испытали последний подъём; государство спонсировало их печать, что привело к увеличению количества националистической риторики в жанре. С 1890 по 1911 год развитие данного жанра получило кульминацию: новые темы помогли канси пережить золотой век. Крупные авторы того времени, к примеру, Нацумэ Сосэки, Мори Огай и Масаока Сики сочиняли стихи в этом жанре. Генерал Ноги Марэсукэ и самурай Сайго Такамори были известными авторами канси. В период Мэйдзи работали «три великих литературных таланта эпохи Мэйдзи» (яп. 明治の三大文宗 мэйдзи но сандай бунсо:) — Мисима Тюсю, Сигэно Ясуцугу и Кавата Око. Канси в этот период использовались также для переводов стихов с других языков: первые переводы стихов А. С. Пушкина (офицера флота Такэо Хиросэ), написаны именно в этом жанре.
Тэцудзиро Иноуэ вместе с другими реформаторами периода Мэйдзи выступал против копирования китайских образцов, заявляя, что «стихи эпохи Мэйдзи должны быть стихами эпохи Мэйдзи, а не древних времён», а также что «японские стихи должны быть японскими, а не китайскими». После 1911 года в Японии стали популярны другие поэтические жанры, и в XXI веке составление канси остаётся уделом учёных-китаистов и групп энтузиастов.